# 香格纳画廊
香格纳画廊（ShanghART Gallery）由瑞士人劳伦斯·何浦林（Lorenz Helbing）于1996年创办，是上海首家当代艺术画廊，也是最早落户上海的外资画廊。画廊最初在一家酒店经营，目前有4个主空间：位于徐汇区西岸的香格纳主空间（2016年成立），位于上海市普陀区M50创意园的香格纳画廊主空间（2005年成立），位于北京市朝阳区草场地的香格纳北京（2008年成立），位于新加坡吉门营房的香格纳新加坡（2012年成立）。画廊成立20多年以來，与60多位艺术家保持合作。画廊为抽象画家余友涵、丁毅（画廊首个展览的艺术家），以及成熟艺术家如周铁海、杨福东到张鼎、陈维等新生代艺术家打下了观众基础。位于吉门营房（Gillman Barracks）的新加坡空间成立于2013年，让画廊的合作对象擴大到了东南亚艺术家赵仁辉和阿彼察邦·韦拉斯哈古（Apichatpong Weerasethakul）等。

## 历史
1996年，香格纳画廊在波特曼香格里拉酒店(现为波特曼丽思卡尔顿酒店)举办了第一次展览，现场除了几面墙，只有一把椅子、一张桌子和一台电话分机。以丁乙为首，画廊先后在波特曼香格里拉举办了曾梵志、薛松、邬一名等艺术家的展览。

## 艺术家
香格纳画廊代理全球60多位著名艺术家，其中包括：丁乙、李山、阿林·朗姜、麦拉蒂·苏若道默、阿彼察邦·韦拉斯哈古、徐震®、杨福东、曾梵志和赵仁辉等。